# Czerwionka-Leszczyny

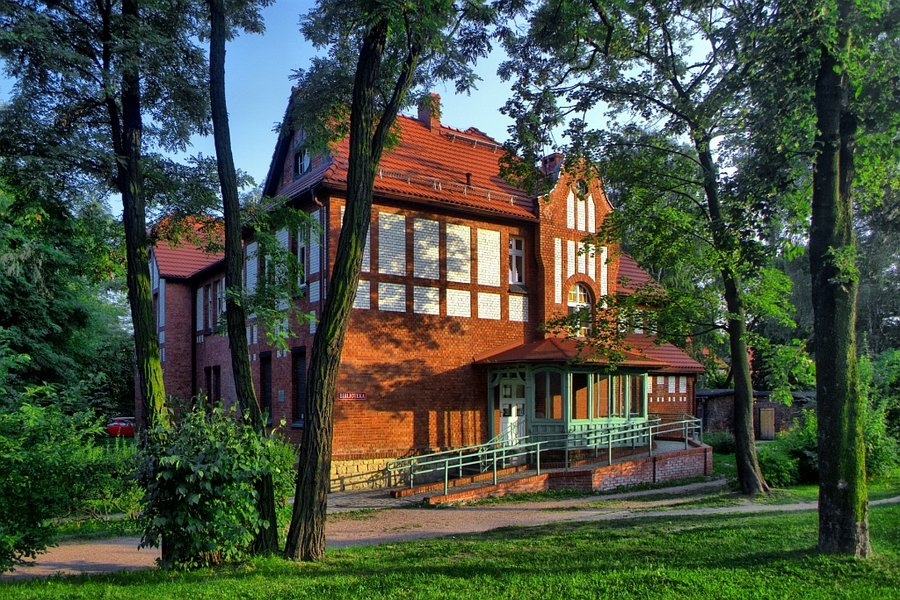
Biblioteka miejska

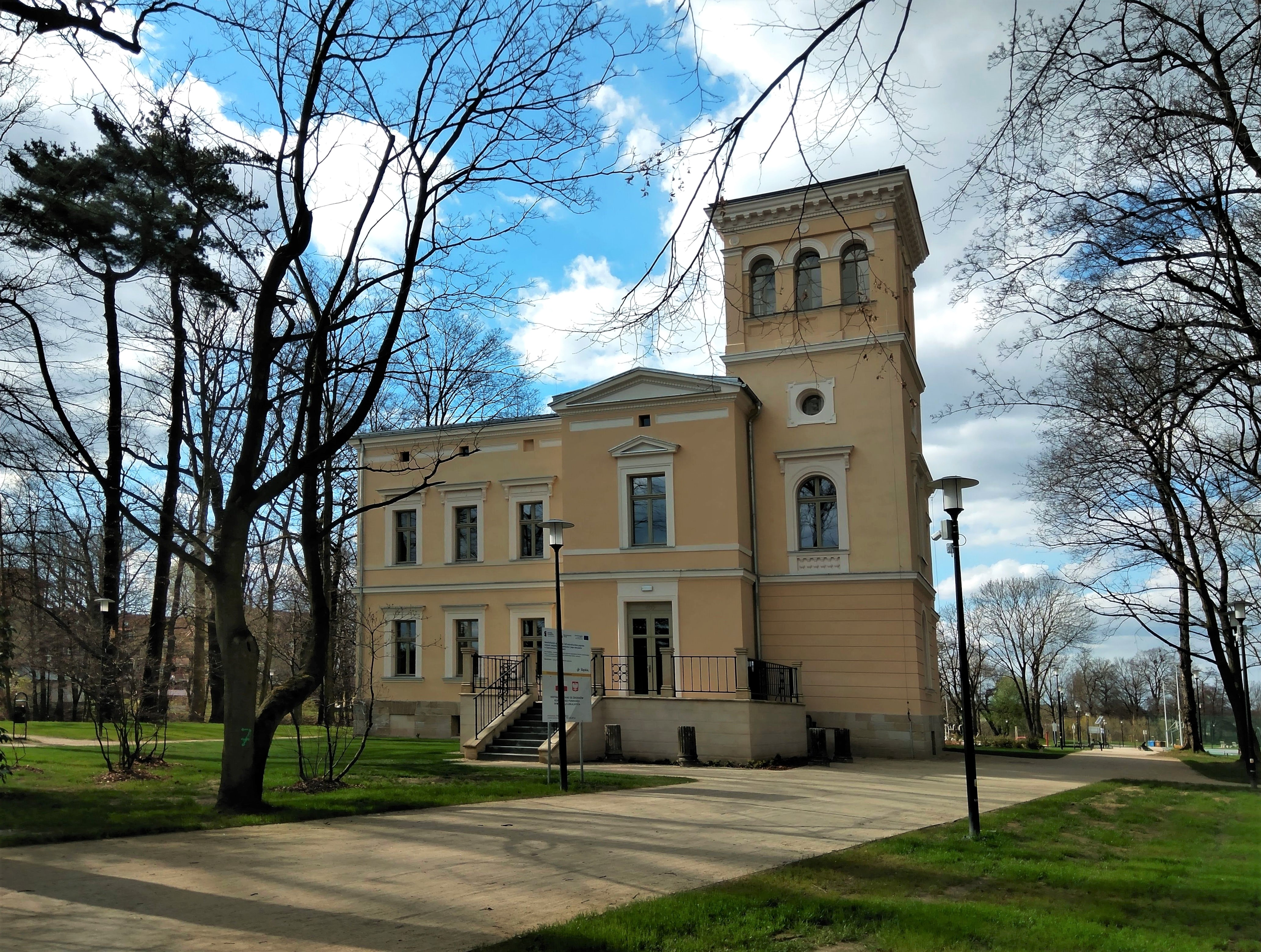
Willa Bartelta w Leszczynach

Czerwionka-Leszczyny (śl. Czyrwjůnka-Leszczyny; do 31 grudnia 1991 Leszczyny) – miasto w Polsce położone w województwie śląskim, w powiecie rybnickim, siedziba władz gminy miejsko-wiejskiej Czerwionka-Leszczyny.
27 maja 1975 r. do miasta Leszczyny (prawa miejskie 1962) włączono miasto Czerwionka (prawa miejskie 1962), zachowując tym samym nazwę i ciągłość prawną miasta Leszczyny, a równocześnie likwidując miasto Czerwionka. 1 stycznia 1992 r. nazwę miasta Leszczyny zmieniono na Czerwionka-Leszczyny. Z formalnoprawnego punktu widzenia Czerwionka-Leszczyny nie jest więc miastem powstałym przez połączenie miast Czerwionki i Leszczyny, lecz kontynuacją miasta Leszczyny (do którego włączono Czerwionkę), a zmiana nazwy w 1992 r. na Czerwionka-Leszczyny jest zaledwie uwypukleniem dwoistego charakteru tego miasta a posteriori (obie części są podobnej wielkości).
Według danych z 30 czerwca 2016 roku miasto liczyło 26 522 mieszkańców.

## Geografia
Miasto położone jest na Górnym Śląsku. Leży między dwiema konurbacjami: rybnicką i katowicką. Zaliczane jest do aglomeracji rybnickiej.
Miasto leży na Płaskowyżu Rybnickim. W dzielnicach Czerwionka i Dębieńsko znajduje się góra Ramża (325 m n.p.m.). Teren miasta leży w bezpośrednim sąsiedztwie Parku Krajobrazowego Cysterskie Kompozycje Krajobrazowe Rud Wielkich. 
Miasto leży 45 kilometrów od Katowic oraz 40 kilometrów od granicy z Republiką Czeską (kraj morawsko-śląski). 

## Podział administracyjny
Od 1999 r. miasto Czerwionka-Leszczyny podzielone jest na cztery dzielnice. Są to: Czerwionka, Leszczyny, Czuchów i Dębieńsko.
Istnieje także nieformalny podział dzielnic na mniejsze części.
- Czerwionka: Centrum, Osiedle Jana Pawła II (tzw. Watykan), Stara Kolonia, Osiedle Karolinka
- Leszczyny: Stare Leszczyny, Nowe Leszczyny (Osiedle), Osiedle Manhattan, Malenie, Nowy Dwór
- Czuchów: Czuchów, Barwinek
- Dębieńsko: Dębieńsko Stare, Dębieńsko Wielkie, Ameryka

## Demografia
Gmina Czerwionka-Leszczyny liczyła w grudniu 2010 r. 41 144 osób, z czego 28 177 osób mieszkało w mieście, zaś 12 967 osób na obszarach wiejskich. Liczba ludności gminy ustabilizowała się na poziomie ok. 41 tys. osób, przy czym liczba ludności miasta nieznacznie maleje, a obszarów wiejskich – rośnie. W mieście 18,7% ludności było w wieku przedprodukcyjnym, 65,6% w wieku produkcyjnym, a 15,7% mieszkańców było w wieku poprodukcyjnym.
Przyrost naturalny był dodatni: w mieście wyniósł +56 osób, a na terenach wiejskich +37 osób. Zawarto 303 małżeństwa, z czego 217 w mieście, a 86 na wsi (jeśli małżonkowie pochodzili z różnych miejscowości liczy się miejsce zamieszkania pana młodego). Saldo migracji dla gminy wyniosło –7 osób. Do miasta zameldowały się 264 osoby (z czego 4 z zagranicy), wymeldowało się 341 osób (z czego 17 za granicę). Na terenach wiejskich zameldowało się 209 osób (z czego 5 z zagranicy), wymeldowało się 158 osób (z czego 11 za granicę).
W Spisie Powszechnym z 2002 r. na terenie miasta i gminy, na 41 102 mieszkańców ogółem, narodowość polską zadeklarowało 34 147 osób (83%), narodowość śląską 6274 osoby (15,2%), niemiecką 126 osób (0,03%), a 555 mieszkańców zadeklarowało inną bądź nie było w stanie określić swojej przynależności narodowej lub etnicznej.
Piramida wieku mieszkańców Czerwionki-Leszczyn w 2014 r.:

## Nazwa

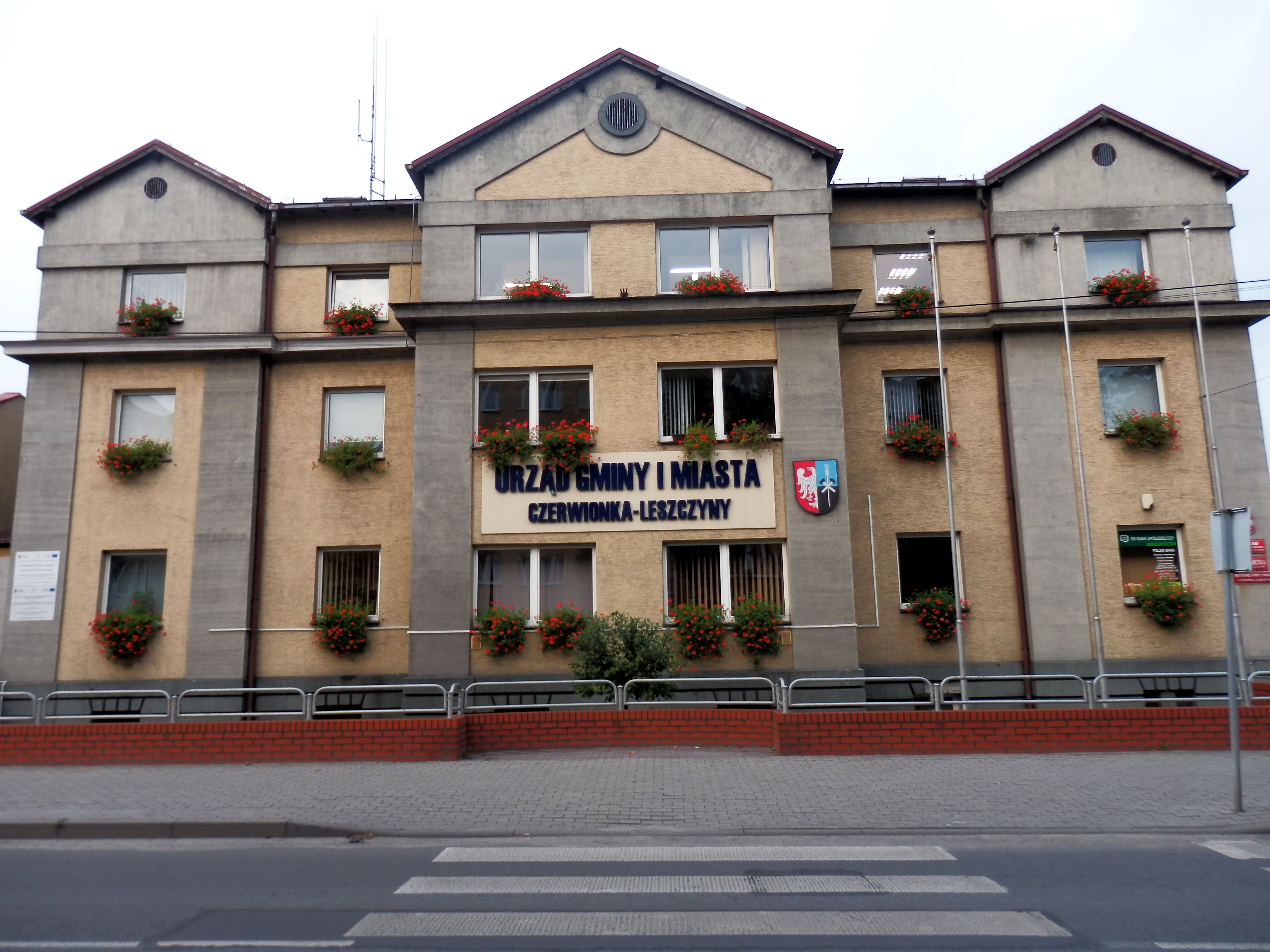
Urząd Gminy i Miasta w Czerwionce-Leszczyny

Miasto powstało w wyniku procesów urbanizacyjnych, z połączenia kilku mniejszych miejscowości, przysiółków oraz wsi. W historii były one notowane w źródłach jako osobne miejscowości. W alfabetycznym spisie miejscowości na terenie Śląska wydanym w 1830 r. we Wrocławiu przez Johanna Knie zanotowane są obecne części miasta, a wcześniej wsie:
- Czuchów – notowany pod polską nazwą Czuchowa oraz Czuchow, a także folwark Czuchowina[9],
- Czerwionka występująca pod obecną polską nazwą oraz niemiecką Tscherwenke[10],
- Leszczyny pod polskimi nazwami Leszczyna oraz Leszczyn[11], a także niemiecką – Leschcin[12],
- Stary Dwur (niem. Althof)[12][12],

## Gospodarka

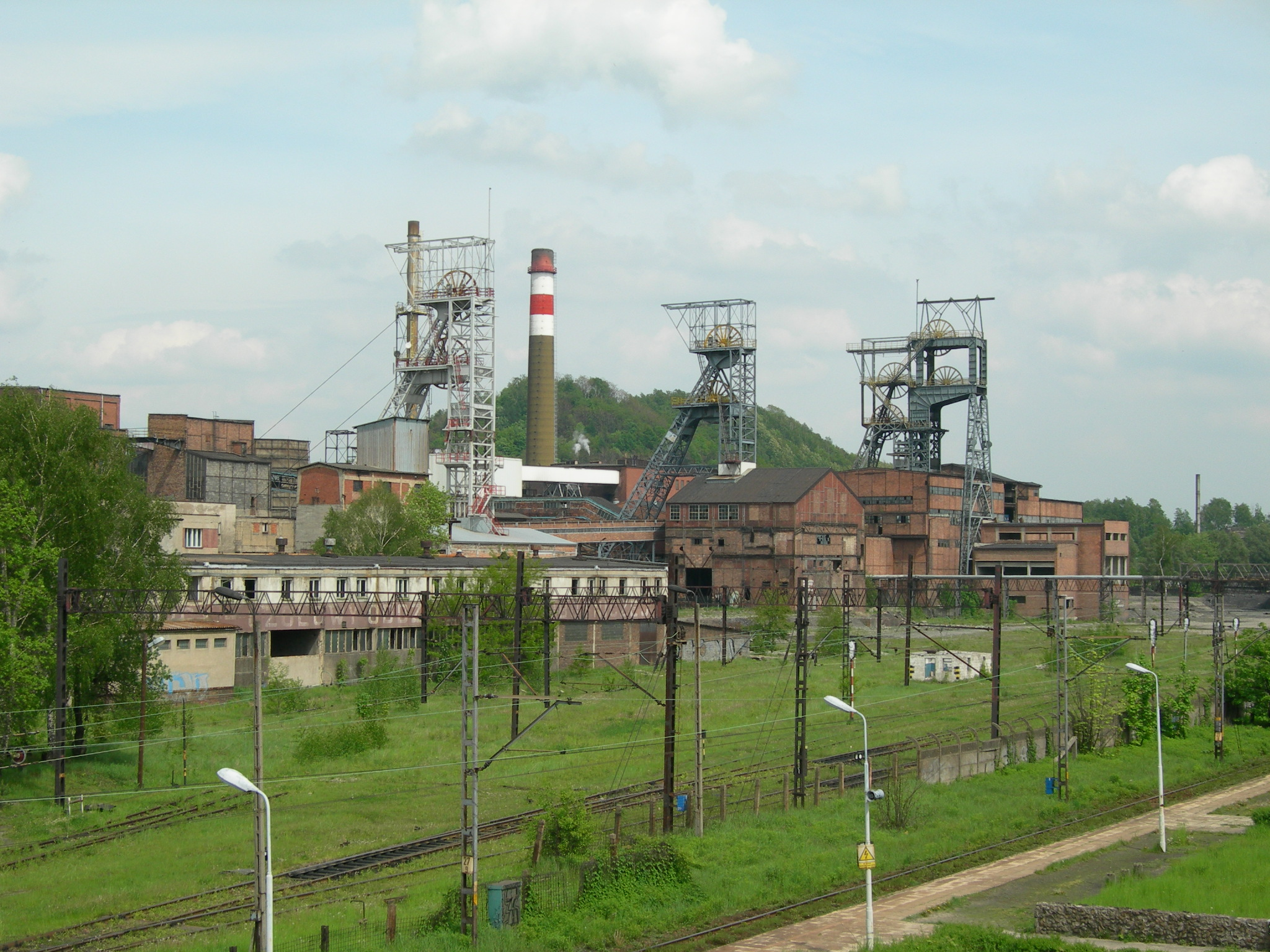
Dębieńsko: KWK Dębieńsko

Do 2000 r. największym zakładem na terenie miasta była Kopalnia Węgla Kamiennego „Dębieńsko”, która zatrudniała ponad 2500 mieszkańców. Od czasu jej zamknięcia gmina Czerwionka-Leszczyny stała się miastem-sypialnią. W 2006 r. do pracy wyjeżdżało 5 605 osób (głównie do Rybnika i Gliwic), z czego 3 829 z miasta. Do pracy na terenie gminy i miasta przyjeżdża 1 121 osób. Liczba bezrobotnych rośnie – w 2008 r. wynosiła 685, w 2010 r. już prawie dwa razy więcej – 1 209. W mieście działała do 30 sierpnia 2018 roku Koksownia Dębieńsko.
W gminie Czerwionka-Leszczyny na 10 tys. mieszkańców przypada 629 podmiotów gospodarczych (w mieście 585, na terenach wiejskich 727 podmiotów na 10 tys. ludności). Jednostki nowo zarejestrowane to 72, a wyrejestrowane – 38 na 10 tys. ludności.
W 2010 r. oddano do użytkowania na 89 mieszkań, z czego 42 na terenie miasta. Wszystkie nowe mieszkania były budownictwem indywidualnym, to jest domami jednorodzinnymi.
W 2008 r. dochody budżetu miasta i gminy na jednego mieszkańca wyniosły 2 109,31 zł, z czego 618,17 zł stanowił częściowy zwrot podatków dochodowych od osób fizycznych i prawnych (PIT i CIT).

### Gospodarka komunalna
W 2009 r. długość sieci kanalizacji w mieście Czerwionka-Leszczyny wyniosła 35,1 km, a korzystało z niej 18 020 osób. Było 10 290 odbiorców energii elektrycznej, którzy zużyli 16 443 MWh energii. Z wodociągu korzystało 96,6% ludności gminy (97,8% ludności miasta), a z kanalizacji 43,9% ludności gminy (63,9% ludności miasta). Odbiorcy gazu stanowili 32,1% ludności gminy (40,9% mieszkańców miasta).

## Architektura

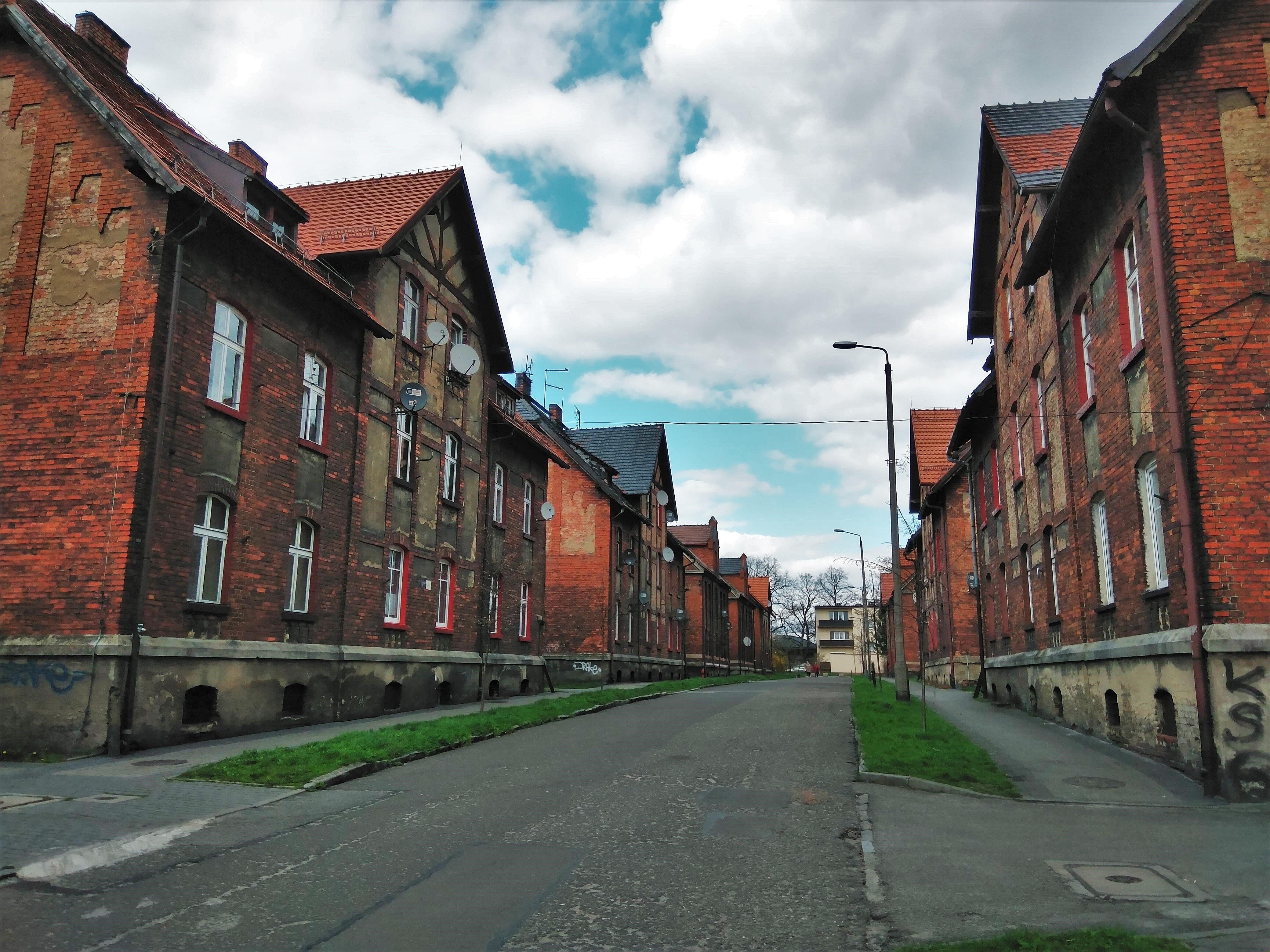
Czerwionka: Familoki przy ul. Słowackiego

W Czerwionce zachowało się zabytkowe osiedle patronackie Kopalni Dębieńsko, tzw. familoki. Wśród innych miast GOP, ROW te czerwionkowskie wyróżniają się misternie łamanymi dachami oraz tym, że każdy z nich jest inny.
W Leszczynach przeważają bloki mieszkalne z lat pięćdziesiątych XX w., sześćdziesiątych XX w. oraz osiedle z lat siedemdziesiątych XX w. z wielkiej płyty tzw. „Manhattan”.
Pozostałe dzielnice zabudowane są prywatnymi domami, w większości jednorodzinnymi, choć zdarzają się także familoki.

## Edukacja

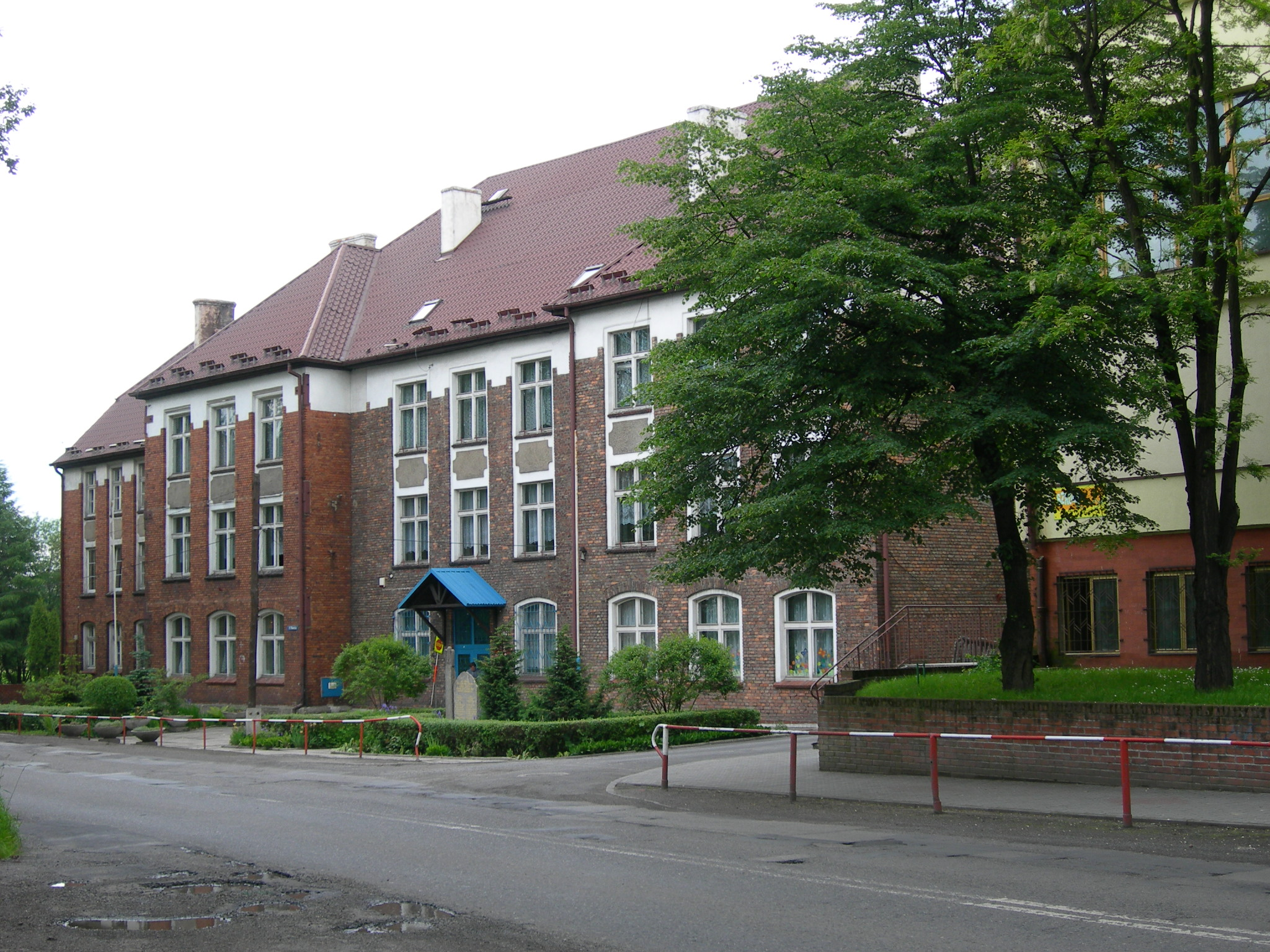
Czuchów: Szkoła i gimnazjum

W mieście działa 7 szkół podstawowych, 9 przedszkoli, 7 gimnazjów oraz Zespół Szkół Ponadgimnazjalnych (LO, liceum profilowane i technikum). Ponadto w każdej dzielnicy znajduje się biblioteka publiczna.
Do przedszkoli w mieście Czerwionka-Leszczyny uczęszcza 893 dzieci, z czego 249 jest w wieku sześciu lat.
We wszystkich szkołach podstawowych i gimnazjach znajdują się komputery z dostępem do internetu. Na jeden komputer w szkołach podstawowych przypada 13,65 dziecka w mieście (ogólnie 11,71 w gminie), zaś w gimnazjach – 10,91 (11,02 w gminie).
Jeśli chodzi o języki obce, obowiązkowo uczy się ich 1 638 uczniów szkół podstawowych (100%), dla wszystkich jest to język angielski. W gimnazjach obowiązkowo języka uczy się 1 539 osób, z czego 1 110 angielskiego (pozostali to klasy frankofońskie). Dodatkowego języka uczy się 52 dzieci w szkołach podstawowych (dla wszystkich jest to niemiecki) oraz 612 uczniów gimnazjów: dla 266 osób to język francuski, dla 311 język niemiecki.

## Kultura

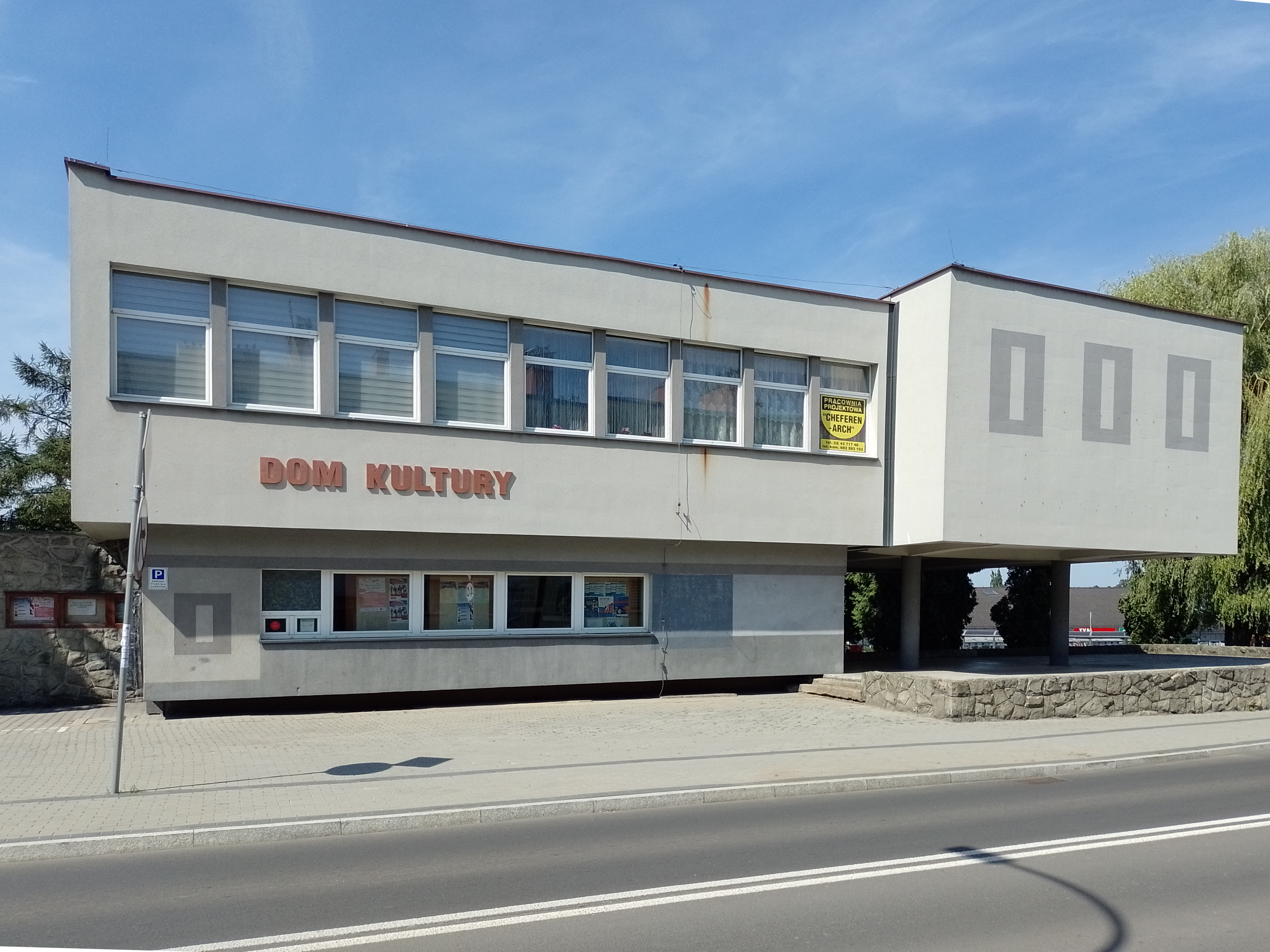
Dom kultury w Leszczynach

W mieście nie działa już obecnie kino. Po długim zastoju kulturalnym (pogłębionym przez zamknięcie kopalni) obecnie zauważa się rozwój kultury (festyny, zabawy). Od 2002 odbywa się Festiwal Muzyki Niemechanicznej „Around the rock”. W mieście działa jedna z najlepszych w Polsce Drużyn Kuszniczych. W czerwcu 2009 r. odbyły się tu Kusznicze Mistrzostwa Polski.

## Sport
W mieście działa kilka klubów piłkarskich, które odnoszą dobre wyniki w swoich ligach. Czołowe pozycje zajmuje „Dąb Dębieńsko”, „MKS Czerwionka” oraz "Płomień Czuchów". Działa także stowarzyszenie Grupa Biegowa Luxtorpeda Czerwionka, w której poza biegaczami działają sekcje: fitness, morsów, oraz nordic walking, klub sportów walki Karate Kyokushin Tensho Czerwionka-Leszczyny.

## Historia

### Odkrycia archeologiczne
W Czerwionce znaleziono interesującą bransoletę z końca epoki brązu i początku wczesnej epoki żelaza (HaB3/HaC), tj. z VIII w. p.n.e.. Prawdopodobnie ozdoba ta była elementem skarbu, w skład którego wchodziły żelazne przedmioty – byłyby to jedne z najstarszych zabytków żelaznych znalezione w regionie. Zabytek ten znajduje się w Muzeum w Gliwicach.

## Wspólnoty wyznaniowe

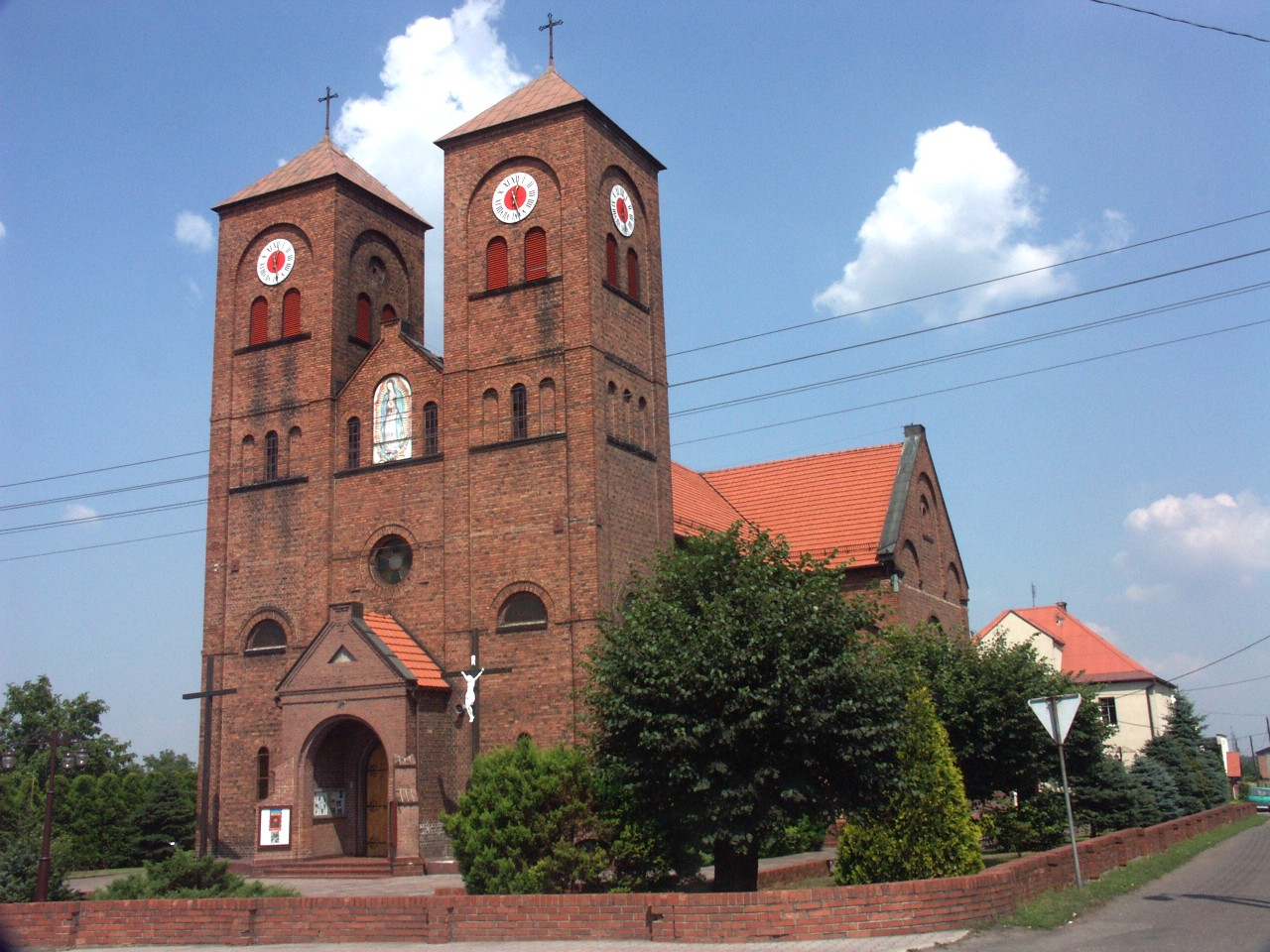
Kościół Wniebowzięcia Najświętszej Maryi Panny w Czuchowie

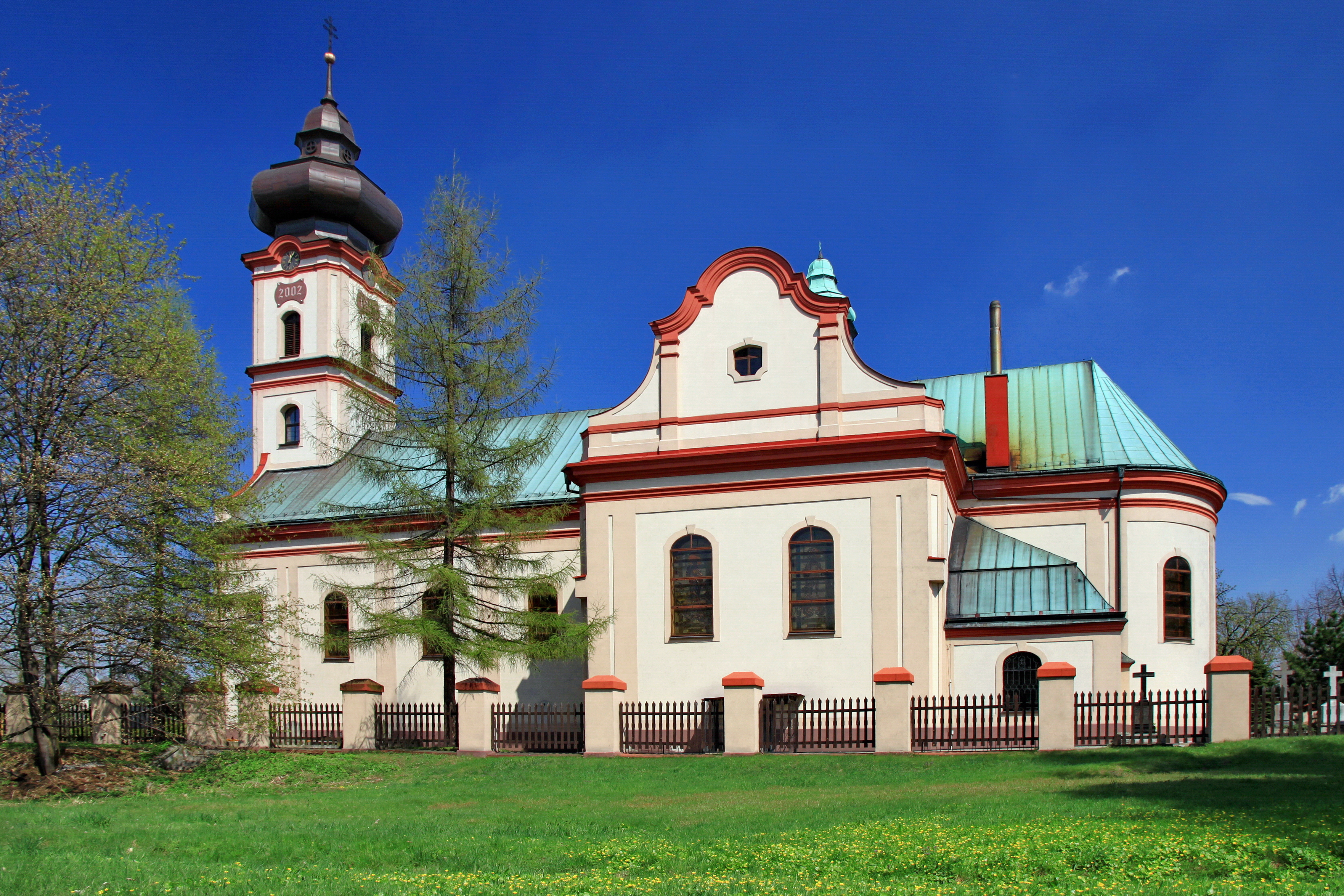
Kościół św. Jerzego w Dębieńsku

Na terenie miasta działalność religijną prowadzą następujące Kościoły i związki wyznaniowe:
- Kościół rzymskokatolicki:
  - parafia Najświętszego Serca Pana Jezusa[19]
  - parafia Wniebowzięcia Najświętszej Maryi Panny[19]
  - parafia św. Andrzeja Boboli[19]
  - parafia św. Jerzego[19]
  - parafia św. Józefa Oblubieńca Najświętszej Maryi Panny[19]
- Kościół Chrześcijański „Słowo Prawdy”[20]
- Kościół Ewangelicko-Augsburski w RP:
  - parafia w Czerwionce-Leszczynach[21]
- Mesjańskie Zbory Boże (Dnia Siódmego):
  - punkt misyjny w Czerwionce podległy zborowi w Żywcu[22]
- Świadkowie Jehowy:
  - zbór Czerwionka[23]
  - zbór Leszczyny[23]

## Miasta partnerskie
Lista miast partnerskich Czerwionki-Leszczyn:
- Dubno[24]
- Jēkabpils[25]
- Sokołów Podlaski[26]